# یانیک پلیسوننو
یانیک پلیسوننو (انگلیسی: Yannick Plissonneau؛ زادهٔ ۲۸ مارس ۱۹۵۶) بازیکن فوتبال، و سرمربی (فوتبال) اهل فرانسه است.
از باشگاه‌هایی که در آن بازی کرده‌است می‌توان به باشگاه فوتبال ستاره سرخ و باشگاه فوتبال نانسی اشاره کرد.